# Claude Nicollier
Claude Nicollier (* 2. September 1944 in Vevey, Waadt) ist ein Schweizer Militär-, Linien- sowie NASA-Testpilot und Astronaut. Er war der erste und bis jetzt einzige Schweizer, der den Weltraum besuchte.

## Biographie
Durch einen Autounfall an Ostern 1969 schien seine Karriere als Milizpilot bei der Fliegerstaffel 6 der Schweizer Luftwaffe ein Ende gefunden zu haben. Im Jahr 1966 war er dort auf Venom brevetiert worden.
Als Nicollier im Fernsehen die erste Mondlandung vom 21. Juli 1969 sah, setzte er alles daran, wieder fliegen zu können. Ein Jahr später sass er wieder im Cockpit, studierte in Lausanne Physik und schloss 1970 mit einem Lizentiat ab. Danach folgte noch ein Nachdiplomstudium der Astrophysik in Genf, welches er 1975 abschloss. Danach liess er sich zum Linienpiloten ausbilden. Nach Abschluss dieser Ausbildung flog er ab 1974 eine DC-9 der Swissair.
Ab 1976 arbeitete er als Wissenschaftler bei der ESA in Noordwijk, wo er sich als Raumfahrer bewarb und im Dezember 1977 für die erste ESA-Astronautengruppe ausgewählt wurde.
Der Asteroid (14826) Nicollier ist nach ihm benannt.

## Raumfahrt
Als Teil eines Kooperationsprogramms der ESA mit der NASA flog Claude Nicollier mit vier verschiedenen Raumfähren viermal ins All.
Sein erster Einsatz war für die Mission STS-51-H im November 1985 bzw. nach dessen Streichung die Mission STS-61-K im Oktober 1986 vorgesehen, der Flug wurde jedoch nach der Challenger-Katastrophe abgesagt.
Vom 31. Juli bis 8. August 1992 umkreiste Nicollier an Bord des Space Shuttle Atlantis im Rahmen der Mission STS-46 in acht Tagen 136 mal die Erde, wozu ihm der damalige Schweizer Bundesrat Adolf Ogi am 7. August mit seinem rasch zum Bonmot gewordenen «Freude herrscht, Monsieur Nicollier» gratulierte.
Vom 2. bis 13. Dezember 1993 an Bord der Endeavour mit STS-61 und vom 22. Februar bis 9. März 1996 an Bord der Columbia mit STS-75 folgten weitere Flüge. Beim letzten Flug vom 19. bis 27. Dezember 1999 mit der Discovery STS-103 bewährte er sich zusammen mit der restlichen Besatzung als Experte für das Hubble-Weltraumteleskop. Dabei unternahm er seinen ersten Weltraumausstieg und installierte neue Instrumente am Teleskop. Bereits vorher hatte sich Nicollier insbesondere mit seinem Geschick bei der Bedienung des Manipulatorarms des Shuttle einen Namen gemacht. Während seiner Dienstzeit wurde er mehrfach ausgezeichnet, so mit der NASA Distinguished Service Medal (2001) sowie viermal mit der NASA Space Flight Medal (1992, 1993, 1996, 1999).
Nicollier ist der erste Europäer mit vier Raumflügen. Kurioserweise waren alle Flüge Missionen mit niedriger Inklination, so dass Nicollier nie die Schweiz überflog.
Von 2000 bis 2007 arbeitete er für das Astronautenbüro der NASA in der Abteilung für Aussenbordeinsätze.

## Aktivitäten nach der Raumfahrerkarriere
2004 nahm Nicollier einen Lehrauftrag an der École polytechnique fédérale de Lausanne an. Im März 2007 verliess er die ESA, nachdem er an der EPFL eine volle Professur übernommen hatte.
2005 wurde Nicollier in den Verwaltungsrat des Uhrenkonzerns Swatch Group gewählt. Solange er Astronaut bei der ESA und der NASA war, erhielt er kein Verwaltungsratshonorar. Seit Juni 2007 ist er zudem Verwaltungsratspräsident des Forschungs- und Entwicklungszentrums CSEM und seit 2009 Leiter der Flugversuche von Solar Impulse.
Schon ab 1994 hatte sich Nicollier für ein Luftfahrtmuseum engagiert und war Mitinitiant des Museums Clin d’Ailes in Payerne. Als Milizpilot hatte er bis 1994 den Hawker Hunter in der Fliegerstaffel 5 geflogen. Mit einem flugtauglichen Doppelsitzer des Hunter wurden von 2004 bis 2014 rund 500 Passagierflüge durchgeführt, wobei Claude Nicollier einer der Piloten war.

### Projekt «Faux Dufaux»
Am 28. August 2010 sollte Claude Nicollier die fliegerische Pioniertat der Gebrüder Henri und Armand Dufaux wiederholen und den Genfersee entlang der historischen Flugroute von 1910 überfliegen. Die Arbeitsgruppe «Faux Dufaux» baute zum 100-Jahr-Jubiläum des Flugs die im Verkehrshaus der Schweiz  ausgestellte «Dufaux 4» nach, das älteste erhaltene Schweizer Flugzeug. Am Projekt beteiligten sich insgesamt rund 3000 Helfer – Privatpersonen, Lehrbeauftragte, Lehrlinge und Studenten – von EPFL, Westschweizer Fachhoch- und Berufsschulen, mit einem Kostenrahmen von 4,7 Mio. Schweizer Franken. Das Schweizer Bundesamt für Zivilluftfahrt (BAZL) verweigerte jedoch bisher die Zulassung der Replik und verlangte die Neukonstruktion wesentlicher Teile. Nicollier gab im September 2011 an, seine guten Beziehungen zum BAZL nutzen zu wollen, um dem Dufaux-Nachbau doch noch zum Start zu verhelfen.

## Privates
Nicollier ist seit Ende 2007 verwitwet; er hat zwei Kinder. Nebst seinen Erlebnissen ausserhalb der Erdatmosphäre beschreibt er einen Aufstieg zum Matterhorn zusammen mit seiner damals 14-jährigen Tochter 1992 als Höhepunkt seines Lebens.